# Bagac
Bagac là một đô thị cấp bốn ở tỉnh Bataan, Philippines. Theo điều tra dân số năm 2015, đô thị này có dân số 26.936 người trong. The current mayor is Ramil del Rosario.

## Các đơn vị hành chính
Bagac, về mặt hành chính, được chia thành 14 khu phố (barangay).
| - Bagumbayan (Pob.) - Banawang - Binuangan - Binukawan - Ibaba - Ibis - Pag-asa (Wawa-Sibacan) | - Parang - Paysawan - Quinawan - San Antonio - Saysain - Tabing-Ilog (Pob.) - Atilano L. Ricardo |